# Cakov
Cakov (in ungherese: Cakó, in tedesco: Zakau) è un comune della Slovacchia facente parte del distretto di Rimavská Sobota, nella regione di Banská Bystrica.
Il villaggio è citato per la prima volta nel 1395 (Chakofalua), quale possedimento dei conti Széchy. Appartenne poi al castello di Murán. Fu raso al suolo per ben due volte, nel 1576 e nel 1583, dai turchi. Dal 1938 al 1944 appartenne all'Ungheria.